# Jean Visagier
Jean Visagier, také zvaný Johannes Vulteius, Ioan Vulteii, Jean Voulté, Vouté nebo Faciot, (asi 1505, Vandy – 1542) byl francouzský neolatinský básník.

## Životopis
Po studiu na koleji Sainte-Barbe pracoval jako pedagog a korektor v Lyonu a v Toulouse. Byl přítelem Étienna Doleta a spolu s Nicolasem Bourbonem, Eustorgem de Beaulieu a Gilbertem Ducherem patřil ke skupině známé jako lyonská škola. Byl zavražděn lékárníkem, s kterým byl ve sporu.

## Dílo
- Epigrammatum libri IIII. Ejusdem Xenia (1537)
- Rhemensis hendecasyllaborum libri quatuor. Ad poetas Gallicos libri duo. Ad Franciscum Boherum Episc. Macloviensem item libri duo (1538)
- Rhemi inscriptionum libri duo. Ad Aegidium Boherum Archid. Rhem. & Aven. Ad Barpt. Castellanum Nicæum Xeniorum libellus (1538)